# Natalie Gulbis
Natalie Anne Gulbis (ur. 7 stycznia 1983 r. w Sacramento) – amerykańska zawodowa golfistka, grająca w LPGA Tour.
Natalie zaczęła interesować się golfem w wieku 4 lat. Swój pierwszy turniej wygrała 3 lata później. W wieku 10 lat regularnie grała poniżej 80 uderzeń, czasami zbliżając się do par. W pierwszym turnieju z cyklu LPGA zagrała, mając 14 lat. Na zawodowstwo przeszła w wieku 18 lat, po jednym sezonie gry w kobiecym zespole golfa przy Uniwersytecie Arizony. 
W pierwszych pięciu latach kariery zawodowej nie wygrała turnieju, ale znalazła się na szóstym miejscu listy zarobków w LPGA z ponad milionem dolarów w roku 2005. Jej pierwsze profesjonalne zwycięstwo przyszło dopiero w 2007 roku na Evian Masters. W dogrywce pokonała Jeong Jang i zgarnęła główną nagrodę – 450 tys. dolarów.